# Guerra del Sahara Occidental
La guerra del Sáhara Occidental fue una guerra entre el Frente Polisario (movimiento de liberación nacional de la República Árabe Saharaui Democrática, por sus siglas RASD) y las fuerzas armadas de Marruecos y Mauritania, entre 1975 a 1991, que tuvo lugar en Sahara Occidental, Mauritania y Marruecos.
La guerra se produjo tras la retirada española en 1976 (aunque el Polisario había luchado contra las fuerzas españolas desde su creación en 1973), que condujo a la invasión del territorio del Sáhara Occidental por parte de fuerzas de Marruecos y Mauritania.
En 1979 Mauritania abandonó la parte que había ocupado. En 1991 se produjo un acuerdo de alto el fuego con Marruecos. A pesar de eso la mayor parte del territorio aún se mantiene ocupado por los marroquíes.

## Causas
Marruecos reclamaba el territorio del Sahara Occidental como parte de sus territorios. En 1967, la ONU recomendó la descolonización del territorio en tanto que poco después, Mauritania también se sumó a las reclamaciones territoriales marroquíes.
Entre tanto, comienza la agitación nacionalista en el Sahara Occidental, en 1957 se alza en armas el Ejército de Liberación Nacional con 4500 a 5500 hombres, su rebelión se extendió por las regiones del Sahara Occidental, Marruecos y Mauritania teniendo que actuar en conjunto España y Francia para someterle al año siguiente. En 1968 se crea el Movimiento de Liberación de Saguia el Hamra y Río de Oro bajo el liderazgo de Mohamed Sidi Brahim Basir. La represión de un brote nacionalista en El Aaiún, el 17 de junio de 1970 concluye con 40 muertos y cientos de detenidos. Bassiri es detenido y desaparecido. Poco después, en 10 de mayo de 1973, se crea el Frente Polisario (Frente Popular para la Liberación de Saguia el Hamra y Río de Oro), que comienza la lucha armada contra España. Su primera acción tiene lugar el 20 de mayo de ese año con 17 combatientes que tan sólo contaban con cinco armas. Los choques armados se sucederían durante los siguientes meses

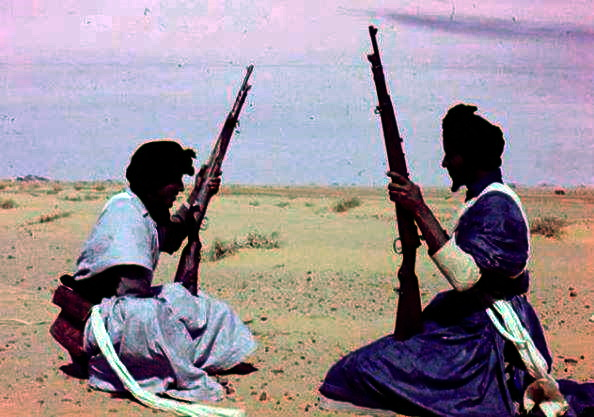
Soldados saharauis en 1979.

En 1974, España anuncia sus planes para conceder mayor autonomía a los saharauis y para celebrar un referéndum durante la primavera de 1975. Marruecos se opuso al proyecto español, en tanto que la ONU forzó a España a suspender el referéndum y a acudir al Tribunal Internacional de Justicia de La Haya. En septiembre de 1975, se emitió el dictamen que, sin embargo, no clarificó qué debía hacerse (condena las pretensiones de Mauritania y Marruecos sobre el Sáhara Occidental pero tampoco reconoce el derecho a la autodeterminación de la zona). La situación se fue deteriorando hasta que el rey Hassán II de Marruecos organizó la llamada marcha verde (16 de octubre de 1975). Mientras tanto, la administración española organiza la Operación Golondrina, una operación para evacuar a los españoles del territorio. Se llevarían hasta los cadáveres de los cementerios, que fueron depositados en el Cementerio de San Lázaro de Las Palmas de Gran Canaria. El 6 de noviembre de 1975, unos 300 000 marroquíes civiles desarmados concentrados en la ciudad marroquí de Tarfaya, cerca de la frontera, se internan en el Sahara Occidental. Poco antes (31 de octubre), tropas marroquíes habían cruzado la frontera noroeste del Sahara Occidental y enfrentado a tropas del Polisario.
En este clima de tensión, agravado por la agonía de Franco en España, Marruecos, Mauritania y España firman en Madrid (14 de noviembre de 1975) un acuerdo por el que España se comprometía a poner fin a su presencia en el Sahara el 28 de febrero de 1976 y a compartir hasta entonces la administración del territorio del Sahara Occidental con Mauritania y Marruecos. Este acuerdo contó con la oposición frontal de Argelia y del Frente Polisario. Ante la presión de la marcha verde, las guarniciones españolas se habían retirado a El Aaiún, Esmara y Villa Cisneros.

## Desarrollo

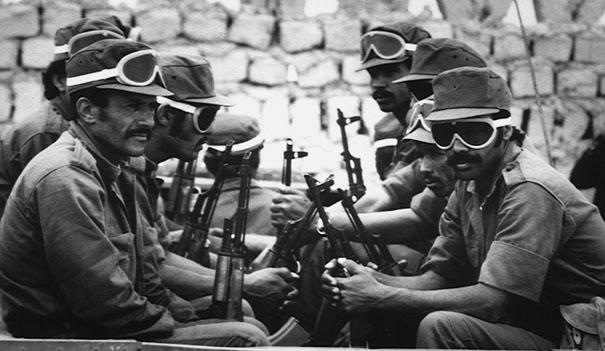
Soldados saharauis en 1985.

### Ocupación del Sahara Occidental por Marruecos y Mauritania (1975-1976)
Tropas mauritanas y marroquíes empiezan a ocupar las ciudades del Sahara Occidental (Esmara, 27 de noviembre; El Aaiún, 11 de diciembre; La Güera, 20 de diciembre; Villa Cisneros, 9 de enero). Los saharauis empiezan a abandonar las ciudades (noviembre 1975-febrero 1976) para instalarse en el desierto y así evitar los atropellos que el ejército marroquí cometió contra ellos, desde detenciones, pasando por torturas y llegando hasta asesinatos. Pero el ejército marroquí, no se limitó a la represión en las ciudades como El Aaiún o Esmara, donde hizo asesinar a unos 650 saharauis. También se basó en una campaña de bombardeos aéreos sobre los miles de civiles saharauis que estaban exiliándose. Entre ellas, la más mencionada fue la de Um-Draiga. En ella, los campamentos que los saharauis habían instalado temporalmente, fueron severamente bombardeados por la aviación marroquí durante 48 horas. El desenlace fue la muerte de 3.000 saharauis, por los bombardeos ejecutados con napalm y fósforo blanco. Esta campaña de terror generó que los saharauis terminaran en campos de refugiados en Argelia,  buscando refugio.

### Batallas de Amgala de 1976
El 26 de febrero de 1976, los últimos soldados españoles abandonaban el Sahara Occidental. Aquella misma noche, cuando las tropas marroquíes ya habían entrado en el territorio, el Frente Polisario proclamaba la constitución de la República Árabe Saharaui Democrática (RASD). El 14 de abril, Mauritania y Marruecos firmaban un acuerdo en Rabat por el que se repartían el país: los dos tercios más al norte para Marruecos y el tercio restante para Mauritania.

### Hostigamiento del Polisario (1976-1980)

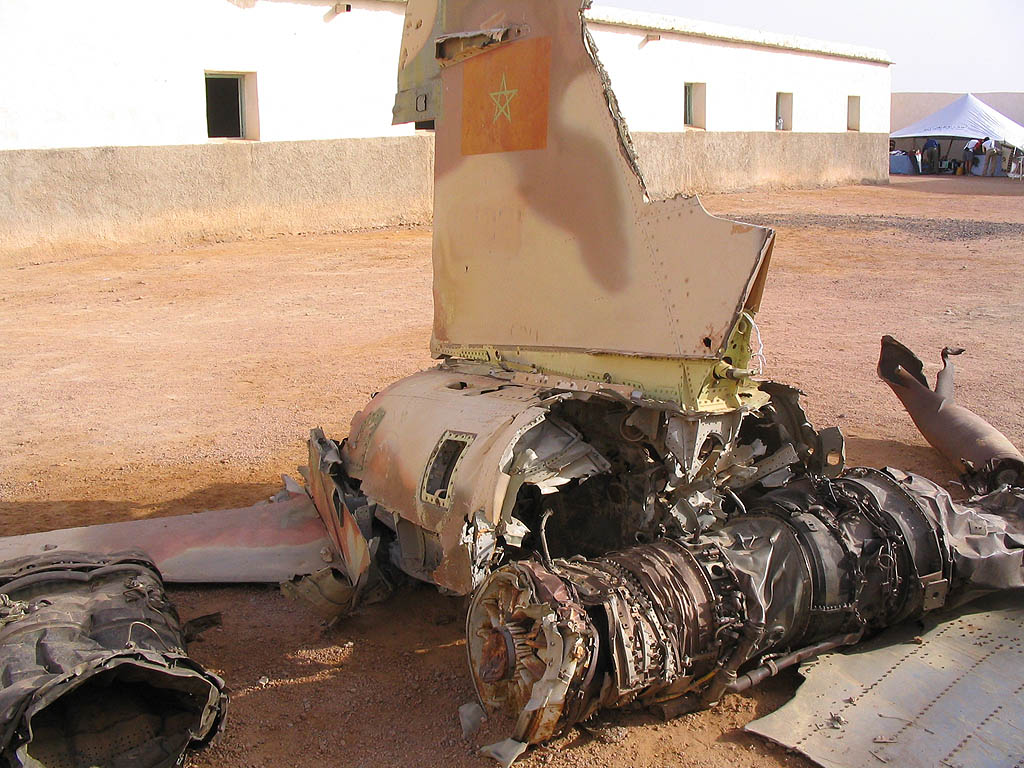
Caza marroquí F-5 derribado en 1976 en Tifariti con un misil SAM 6 de la URSS.

Las guerras del Polisario, con base en Argelia, lanzaron, entre 1976 y 1978, continuos ataques contra las tropas marroquíes y mauritanas en el Sahara Occidental y en Mauritania (Nouakchott, capital de Mauritania, sufrió varios ataques). En 1977 atacaron las instalaciones de la industria minera de Zuérate, ocasionando además un incidente diplomático con Francia por el secuestro de rehenes franceses. A consecuencia de la crisis económica y del golpe de Estado del 10 de julio de 1978 contra Moktar Ould Daddah y el nombramiento de una Junta militar, Mauritania renunció a sus pretensiones territoriales en el Sahara y en 1979, firmó la paz con el Frente Polisario (Acuerdo de Argel). Sin embargo, su lugar es ocupado por Marruecos, que proclama su soberanía sobre la totalidad del territorio del Sahara Occidental.
Sin embargo, sobre el terreno, las operaciones militares empiezan a torcerse para el Frente Polisario, con la construcción por Marruecos de una línea defensiva en pleno desierto.

### Construcción del muro y estancamiento del conflicto (1980-1987)

Muros marroquíes en el territorio del Sahara Occidental. En amarillo, territorio bajo control del Frente Polisario.

En agosto de 1980, debido al desgaste en términos de bajas, Marruecos comienza la construcción del muro impulsado por el general Ahmed Dlimi. El propósito era proteger el triángulo formado por los fabulosos yacimientos de fosfatos de Bucraa, El Aaiún y su puerto y Esmara. A finales de 1982 termina su primera fase, de unos 600 km de longitud. Las siguientes ampliaciones se destinan a asegurar la retaguardia de Esmara y la estratégica Amgala. La ampliación de 1984 tiene como propósito el aislamiento de Hausa, capital de la RASD, y la siguiente arrinconar a Polisario en la frontera de Argelia. Fue terminado en abril de 1987, con 2720 kilómetros y construido en arena de al menos 2 metros de alto. Además, está rodeado de campos minados posee fortalezas cada 5 km y está resguardado por más 100 000 soldados.
En el plano diplomático internacional, en 1982 la RASD fue admitida en la Organización para la Unidad Africana (OUA), de la que Marruecos se retiró en 1985. En 1984 el gobierno libio de Gadafi y Marruecos llegan a un acuerdo por el que Libia cesa de proveer a Polisario de armamento. En 1985 la RASD ya había sido reconocida oficialmente por 61 países. Ese año, las Naciones Unidas instan a una negociación entre las partes y a la celebración de un referéndum en el Sahara Occidental con la retirada previa de las tropas marroquíes.

### Desde la construcción del muro al alto el fuego y plan de arreglo (1987-1991)
En 1988 debido a la imposibilidad de Polisario de mantener la superioridad militar sobre Marruecos, y la ausencia de reconocimiento diplomático internacional a la soberanía de Marruecos sobre el Sahara Occidental, ambas partes aceptaron la propuesta del alto al fuego elaborado por la ONU (sobre una propuesta previa de la OUA). El alto el fuego entre Marruecos y el Polisario entró en vigor el 6 de septiembre de 1991.
De manera separada al alto al fuego se negoció el plan de Arreglo.  El referéndum fue escrito como Resolución 690 del Consejo de Seguridad del 29 de abril de 1991. La falta de consenso se centró, desde entonces, en el censo del referendo. La postura de Polisario es el empleo del censo español de 1974 y la de Marruecos es la del empleo del censo de los habitantes del Sahara Occidental en el momento del referendo. en tanto que Marruecos sostiene que el referéndum debe contemplar a los actuales pobladores del territorio. De esta forma, el referéndum se fue aplazando. La Resolución 690 de 29 de abril de 1991 también creó la Misión de Naciones Unidas para el referendo en el Sahara Occidental (MINURSO). Su objetivo es, además de preparar la consulta, supervisar el alto el fuego. 

## Consecuencias
Aunque primera consulta estuvo prevista para 1992, discrepancias en el censo impidieron su realización. La década de los noventa transcurre entre intentos de elaborar un censo para el referéndum, entre continuas discrepancias entre ambas partes. Entre tanto, Hassán II de Marruecos decreta la división del Sahara Occidental en provincias, equivalentes a las marroquíes. En 1999, se publica el primer censo electoral (con más de 86 000 votantes). Sin embargo, desde el fin de la guerra del Sahara Occidental en 1991, el conflicto del Sahara Occidental sigue sin resolverse.
El presidente de la ONU, Kofi Annan, llegó a decir a finales de su mandato que el conflicto del Sahara tenía una muy difícil solución. Los Estados miembros de la ONU no han sido capaces hasta el momento de hacer cumplir las resoluciones de la ONU. El referéndum parece atrasarse sine die.
El 13 de noviembre de 2020 se reanudó el conflicto armado con los enfrentamientos del Sahara Occidental.